# گناهکاران خندان
گناهکاران خندان (انگلیسی: Laughing Sinners) فیلمی آمریکایی در سبک درام به کارگردانی هری بومونت است که در سال ۱۹۳۱ منتشر شد.

## بازیگران
- جوآن کراوفورد
- نیل همیلتون
- کلارک گیبل
- مارجوری رامبئو
- کلیف ادواردز
- جورج اف. ماریون
- گای کیبی